# لا اونیون (واییه دل کائوکا)
لا اونیون (واییه دل کائوکا) (به اسپانیایی: La Unión, Valle del Cauca) یک سکونتگاه مسکونی در کلمبیا است که در بخش بایه دل کائوکا واقع شده‌است.